# 風間孝
風間 孝（かざま たかし、1967年 - ）は、日本の社会学者、人権活動家。中京大学教授。1990年代初め、同性愛者に対する公共施設宿泊拒否をめぐり、原告の一人として法廷闘争を行った（東京都青年の家事件）。パートナーシップ宣誓制度導入と同性婚の法整備に関する啓発活動を各地で行っている。

## 来歴
群馬県出身。両親は酒屋を営んでいた。1986年、中央大学文学部に入学。ノンセクトの学生運動に没頭する。
1987年3月31日、中曽根内閣はエイズ予防法案を国会に提出した。同年5月、風間は同法に反対する市民運動に興味を持ち、大学の友人と上野公園を訪れた。公園では複数の市民団体が集会を行い、ブースを出して散策者にパンフレットなどを配っていた。その中に前年に設立された団体「動くゲイとレズビアンの会」（現・アカー）もあった。活動を行っていたのは新美広と永田雅司であった。同性愛者であることを自覚していた風間は看板に掲げられた言葉に驚いた。そして新美と永田を見て、彼らが自分と同じ普通の風貌の男であることに感動を覚えたという。しかしそこから風間は迷い続ける。アカーに参加したのは1989年2月頃だった。
1990年2月11日、風間らアカーのメンバー18人は府中青年の家に宿泊した。当時風間は大学の新聞学会に所属しており、新聞学会が府中青年の家でよく合宿をしていたことから、風間の提案でアカーも同施設で合宿をすることになった。同年3月、中央大学卒業。同年4月26日、都教育委員会は、アカーの2度目の宿泊利用の申し込みに対し、不承認を決定した。
1991年2月12日、府中青年の家の使用不承認をめぐり、アカーは東京都に対し損害賠償を求める訴訟を提起した。訴状は風間が中心になって作られた。メンバーのうち、永田雅司、風間孝、神田政典の3人が原告を務めた。予備校教師をしながら裁判を戦う。1994年3月、東京地裁は原告勝訴の判決を下し、1997年9月、東京高裁は都の控訴を棄却した。
2004年3月、東京大学大学院総合文化研究科国際社会科学専攻博士課程を退学。同年4月、中京大学教養部の専任講師となる。
2010年3月、メンバーの河口和也と共著で『同性愛と異性愛』（岩波新書）を出版した。
2012年4月、中京大学国際教養学部教授に就任。
2020年、同性婚の合憲性を問う集団訴訟（「結婚の自由をすべての人に」訴訟）において、風間は原告側の主張を支持する立場の意見書を赤枝香奈子との連名で裁判所に提出。「同性愛を病理と見なす異性愛規範は1990年代に日本の精神医学そして府中青年の家裁判判決において明確に否定された」と述べた。前述の河口も同年に意見書を提出し、2021年から2024年にかけて出された複数の違憲判決に寄与した。
2021年2月、岐阜県は、有識者を招いてパートナーシップ宣誓制度を検討するワーキンググループを始動。風間や岐阜大学准教授の立石直子らがメンバーに加わった。風間は岐阜県の「多様な性に関する懇話会」の座長を務めている。
同年3月から4月にかけて、当事者団体などから成る「愛知・岐阜にパートナーシップ制度を求める会」は性的少数者に対してアンケートを実施。同団体のメンバーである風間は同年6月4日、名古屋市で報告会を行った。団体は結果と要望書を愛知県に提出し、パートナーシップ制度の早期導入を訴えた。

## 著書
共編著
- キース・ヴィンセント、風間孝、河口和也『ゲイ・スタディーズ』青土社、1997年6月。ISBN 978-4791755554。
- 風間孝、キース・ヴィンセント、河口和也 編『実践するセクシュアリティ―同性愛・異性愛の政治学』動くゲイとレズビアンの会、1998年8月。ISBN 978-4901039024。
- 風間孝、河口和也『同性愛と異性愛』岩波書店〈岩波新書〉、2010年3月20日。ISBN 978-4-00431235-2。
- 風間孝、加治宏基、金敬黙、乙部由子、山口佐和子ほか 著、風間孝、加治宏基、金敬黙 編『教養としてのジェンダーと平和』法律文化社、2016年4月。ISBN 978-4589037565。
- 風間孝、河口和也、守如子、赤枝香奈子『教養のためのセクシュアリティ・スタディーズ』法律文化社、2018年11月29日。ISBN 978-4589039705。
- 中川重徳、風間孝、三橋順子、鈴木秀洋、石田京子、東由紀、石田若菜、長島佐恵子、谷口洋幸『LGBTをめぐる法と社会』日本加除出版、2019年10月。ISBN 978-4817845948。
- 二宮周平、風間孝、海妻径子、三成美保ほか 著、二宮周平、風間孝 編『家族の変容と法制度の再構築―ジェンダー／セクシュアリティ／子どもの視点から』法律文化社、2022年4月13日。ISBN 978-4589042002。
- 風間孝、今野泰三、金敬黙、加治宏基、山口佐和子ほか 著、風間孝、今野泰三 編『教養としてのジェンダーと平和 Ⅱ』法律文化社、2022年4月27日。ISBN 978-4589042101。

訳書
- デニス・アルトマン 著、河口和也、風間孝、岡島克樹 訳『グローバル・セックス』岩波書店、2005年2月16日。ISBN 978-4000226141。
- デニス・アルトマン 著、岡島克樹、河口和也、風間孝 訳『ゲイ・アイデンティティ―抑圧と解放』岩波書店、2010年1月14日。ISBN 978-4000227773。